# Золотий Ріг (метроміст)
Міст Золотий Ріг (тур. Haliç Metro Köprüsü) — вантовий міст у Стамбулі, Туреччина, яким проходить Лінія М2 стамбульського метро, перетинаючи затоку Золотий Ріг. Міст сполучає райони Бейоглу і Фатіх європейської частини міста. Міст розташовується між Галатським мостом і мостом Ататюрка, приблизно за 200 метрів на схід останнього. Міст став четвертим мостом, що перетинає бухту Золотий Ріг і початок експлуатації — 15 лютого 2014., що дозволило безпосередньо з'єднати станцію метро Хаджиосман району Сариєр з транспортним хабом Єнікапи в районі Фатіх, відкривши станції Галіч і Везнеджилер.

## Проєкт
Проекти будівництва цього мосту з'явилися ще в 1952 році. Після схвалення планів будівництва ліній метро було вирішено побудувати міст, що перетинає бухту Золотий Ріг біля мечеті Сулейманіє. Міст при цьому мав відразу переходити в метротунелі з однієї й іншої сторони. У 2005 році було запропоновано 21 проект мосту, але жоден з них не гармонізував із загальним видом міста і бухти і не був схвалений. Вдалий дизайн пізніше презентував турецький архітектор Хакан Кіран, але і цей проект з самого початку був об'єктом дискусій. У листопаді 2009 року висота моста була скорочена з 82 до 65 метрів, оскільки стартова висота загрожувала Стамбулу виключенням з числа пам'яток ЮНЕСКО. Висота підвісних опор також скоротилася з 63 до 55 метрів в липні 2011 року, а пізніше до 47 метрів. Остаточно затверджений дизайн з параметрами моста був прийнятий в 2012 році.
Концепція моста була розроблена французьким архітектором Мішелем Вірлаже, який вже проектував міст султана Селіма (третій міст через Босфор), сьогодні він на стадії будівництва. Турецький архітектор Хакан Кіран відповідав за архітектурний дизайн і за саме будівництво. Компанія Wiecon Consulting Engineers & Architects проводила інженерні роботи. Основними забудовниками виступили італійська будівельна фірма Astaldi SpA і турецька Gülermak Ağır Sanayi İnşaat ve Taahhüt A.Ş. Почалося будівництво 2 січня 2009 року, закінчити його планували приблизно за 600 днів. Далі термін будівництва було збільшено, робота мосту в тестовому режимі почалася в лютому 2013 року, а 15 лютого 2014 міст було здано в експлуатацію. Витрати бюджету на будівництво склали € 146.7 млн.

## Архітектура
Загальна довжина мосту становить 926 метрів між зупинками Азапкапи (Бейоглу) і Ункапани (Фатіх), ділянка над водою становить 460 метрів. Проліт між опорами становить 180 метрів. Має двопілонну вантову систему з дев'ятьма вантами
На ширині мосту 12.6 метрів є дві залізничні колії, а також бічні пішохідні проходи.
На боці Ункапани на ділянці в 120 метрів міст розводиться, щоб великі судна могли також заходити в затоку Золотий Ріг. Спочатку планувалося, що міст буде відкриватися вночі з 1.00 по 5.00 влітку і два рази взимку. Однак чіткі плани поки невідомі.
Довжина платформи станції метро становить 180 метрів і може вміщати восьмивагонний потяг. Будівництво станції щодо остаточного проекту збільшило довжину мосту на 180 метрів. Станція по проекту пофарбована в коричневий колір За планами станція і міст будуть в перспективі пропускати через себе до одного мільйона пасажирів на день, за рахунок зв'язку Султанахмету, Гранд-Базару і ряду пам'яток з площею Таксим безпосередньо.